# Eduardo Castillo Páez
Eduardo Castillo Páez (nacido en Córdoba, República Argentina, el 20 de noviembre de 1965) es un abogado y periodista argentino que se ha especializado en temas policiales, sociocriminológicos y jurídicos. Diplomado en Derecho Penal, Ciencias Forenses y Perfilación Criminal, ha escrito cientos de artículos periodísticos y columnas de opinión para diversos medios gráficos y digitales. Fue director del periódico "El Observador", conductor del ciclo político "El Observador Radial", entre otros tantos, director periodístico y director general de diversas emisoras radiales. Autor de los libros "El Incesto. Enfoque Sociocriminológico" y "Dos vidas en un crimen: Todo el caso Ceppi". 

## Trayectoria Periodística
Ha publicado artículos en diversos medios como los diarios “Córdoba”, “Nuevo Diario Córdoba”, “La Voz del Interior”; revistas “Transformación”, “Será Justicia”, “El Criminólogo”, "Yas!"; periódicos “El Observador”, “En Síntesis”, “Nuestra Ciudad”, “Resumen de la Región”, entre tantos otros medios gráficos, destacándose sus notas sobre problemáticas como la drogadicción, delincuencia juvenil, el maltrato infantil, inseguridad urbana, inimputabilidad, etc.
En el año 2008 se sumó a la larga lista de periodistas que, usando las nuevas tecnologías de la información y la comunicación, empezaron sus primeros pasos en el Periodismo 2.0 con sitios web como bitácoras o blogs, dedicados especialmente a profundizar un vínculo más estrecho con sus propios lectores. De esta manera, Eduardo Castillo Páez, a través de su blog "Periodismo y Opinión" inició una nueva etapa en su carrera periodística.
Muchas de sus notas, como por ejemplo "Delincuencia juvenil", "Maltrato infantil", "Probables causas de la drogadicción" o "La pena de muerte", fueron enlazadas y publicadas por muchos otros sitios o páginas web, otorgando una difusión masiva a sus artículos a nivel internacional. De esta manera, ha obtenido no sólo numerosos reconocimientos o premios en diversos países de Latinoamérica, sino también invitaciones varias para disertar sobre los temas de su conocimiento y especialidad.

### Artículos publicados
Algunas de sus escritos publicados en diversos medios gráficos son:
- "Pena de muerte: Razones jurídicas".[3]
- "Los casos Ceppi y Ruesch. Opinión".[4]
- "Sobre la pena de muerte".[5]
- "Probables causas de la drogadicción".[6]
- "Las sectas y el satanismo".[7]
- "La opinión pública y la prensa".[8]
- "Maltrato infantil".[9]
- "Inimputables para la ley, peligrosos para nosotros".[10]
- "Sobre la despenalización".[11]
- "El tiempo de la violencia".[12]
- "Mobbing o acoso laboral".[13]

### Perfil literario
Pese a que desde muy pequeño escribió y publicó algunos cuentos infantiles, y en su primera juventud varios guiones radiales y televisivos, su mayor producción se encuentra en los artículos periodísticos y columnas de opinión sobre temáticas vinculadas con el Derecho, la Criminología, las problemáticas sociales y la Política, donde se ha destacado por su estilo ácido, directo y sin tapujos. No obstante, el texto literario de su autoría titulado "Cumplir Años" ha despertado particular atención, siendo citado y republicado en muchos medios de comunicación, especialmente en numerosos sitios de internet de habla hispana.

## Libros publicados
Su primer libro, titulado "El Incesto. Enfoque Sociocriminológico", publicado en 1986, analiza las características sociológicas y criminológicas referidas al incesto, estableciendo sobre la base de numerosos casos reales, la problemática de dichas situaciones.
Su segundo libro, "Dos vidas en un crimen: Todo el Caso Ceppi", publicado en 1989, es un triple análisis sociológico, criminológico y jurídico de aquel hecho criminal ocurrido en Córdoba en enero de 1986, donde resultara asesinada la joven Gabriela Ceppi. 
El diario argentino "La Voz del Interior" dijo sobre este libro: "dedicado a analizar el asesinato de una muchacha, Gabriela Ceppi, y el proceso judicial y condena de su autor, Roberto José Carmona. Aunque el trabajo no es periodístico, pese a que aparezcan en él algunas características de este necesariamente condensado género, se lee con la comodidad de una crónica. No obstante la juventud de su autor, el libro está escrito con madurez intelectual. Castillo Páez se muestra disciplinado estudioso de un nutrido acopio de elementos referidos a la personalidad de los principales protagonistas del drama -ella, 16 años; él 24- y a las circunstancias que los conducen al trágico encuentro y triste fin. Fueron esos elementos, entre otros, el expediente judicial, los informes policiales y periciales, las publicaciones periodísticas. Valorizan este aspecto transcripciones de las entrevistas grabadas con testigos y, de manera particular, el desarrollo de las audiencias, amén de conversaciones con diversas personas vinculadas con el proceso. El autor declara que esa valoración la efectuó con "absoluta y fría objetividad", apuntalando sus opiniones con el parecer de tratadistas del derecho sustantivo y procesal. Hay creación en la labor de Castillo Páez; creación canonizada por su formación jurídica. Paralelamente con el relato circunstancial del "caso Ceppi", ha realizado apuntaciones criminológicas aprovechables.
A diferencia de "La Voz del Interior", que dice que el libro "no es periodístico", el Diario Córdoba, dijo: "Castillo Páez reconstruye el asesinato de Gabriela Ceppi por Roberto Carmona cerca de la ruta 9, en Córdoba, en 1986. La investigación es de tipo periodística y trae entrevistas varias".
El libro "Dos vidas en un crimen: Todo el caso Ceppi" fue incorporado al material bibliográfico de la Biblioteca del Congreso de la Nación Argentina, en mayo de 1990.
Actualmente, Castillo Páez se encuentra trabajando en la etapa final de su próximo libro, el que describe una vez más la mentalidad y conducta homicida de un criminal argentino.

## Trabajos de investigación
Su interés por la Criminología, cuyos primeros conocimientos adquiere cursando la carrera de Derecho en la Facultad de Derecho y Ciencias Sociales de la Universidad Nacional de Córdoba, lo llevó a fundar junto a otros estudiosos del tema el "Centro de Estudios Criminológicos César Lombroso". También fue fundador y director del "Consejo Asesor de Seguridad Urbana Córdoba". 
En junio de 1992, en la ciudad de Alta Gracia, fue Coordinador General de las “Primeras Jornadas Provinciales de Criminología y Ciencias Afines”, auspiciadas por la Municipalidad de Alta Gracia, la Secretaría de Extensión de la Facultad de Derecho y Ciencias Sociales y la Secretaría de Extensión Universitaria de la Universidad Nacional de Córdoba.
Fue asignado por el Superior Tribunal de Justicia al Juzgado de Menores de 1ª Nominación, Secretaría de Corrección Nº 1 de la ciudad de Córdoba, para la investigación del trabajo “Situación de la delincuencia juvenil en la ciudad de Córdoba”, posteriormente presentado al “II Congreso Nacional sobre Seguridad Urbana”, realizado en la ciudad de Córdoba, en noviembre de 1988. 
Es autor de numerosos proyectos de investigación en materia de seguridad urbana, prevención delictiva, formación y capacitación policial, legislación penal, etc. Ha disertado en numerosos encuentros, congresos, seminarios, cursos y jornadas sobre las temáticas criminológicas y jurídicas de su especialidad.